# Beril
Beril (grč. βήρυλλος) je heksagonski (šesterokutni) mineral, berilijev alumosilikat, Be3Al2Si6O18. Obično je bezbojan, ali katkad i obojen. Razlikuju se obični (veliki mutni kristali) i dragi berili (prozirni kristali nježnih boja, cijenjeni kao drago kamenje), a najpoznatiji su: 
- smaragd (zeleno obojen od kromova oksida),
- akvamarin (zelenkast i modar),
- ružičasti morganit,
- zelenkastožuti i žuti zlatni beril i
- heliodor (sadrži malo uranija, opalizira).

Beril je najvažniji mineral za dobivanje berilija. Dolazi gotovo redovito u pegmatitima (stijena koja se pojavljuje u obliku žila, leća, nepravilnih dajkova ili pločastih eruptivnih tijela, u matičnoj stijeni ili stijenama oko eruptiva.) granita, na primjer Moslavačke gore, te u škriljevcima.
Heksagonalni kristali berila veličinom mogu biti vrlo malih dimenzija pa sve do nekoliko metara. Beril ima školjkast Lom, tvrdoća mu je od 7,5-8, a specifična gustoća 2,63 do 2,80. Ima staklast sjaj i može biti proziran do poluproziran. Kalavost mu je slaba po baznom pinakoidu, a habitus mu je u obliku diheksagonske bipiramide. Čisti beril je bezbojan, ali vrlo često u sebi sadrži primjese pa su prisutni raznobojni varijeteti - bijeli, zeleni, plavi, žuti, crveni. Struktura mu se sastoji od međusobno povezanih šesteročlanih prstenova [Si6O18], koji su poredani jedni iznad drugih. Između tih prstenova nalaze se kanali u koje mogu ući kationi poput Na, K, Li, Cs, Ca, itd. ili čak molekula vode. Te strukturne primjese u kanalima određuju boju berila. Primjerci iz Brazila pokazuju asterizam. Danas je berile lako sintetski proizvesti, uz pomoć desetak različitih metoda.

## Porijeklo imena
Ime mu dolazi od grčke riječi beryllos, što znači plavozelen ili morska voda.

## Oblici berila
Varijeteti berila cijenjeni su kao drago kamenje, još od pretpovijesnog doba. I u Bibliji je prepoznata njegova ljepota, pa tako Ezekiel (1:16) opisuje kotače Božjeg trona i uspoređuje ih sa sjajem berila. Zeleni beril zovemo smaragd, a zelena boja mu je od kroma koji je ušao u kanale između [Si6O18]-prstenova (još uvijek se raspravalja o ulozi vanadija u njima). Ima ga na Uralu kod Jekaterinburga i kod Nevčinska, Rusija, u Kolumbiji (Muso i Chivor). Crveni je biksbit ili crveni smaragd, plavi beril je akvamarin, ružičasti je vorobjevit, nazvan kasnije morganit, bijeli/bezbojni je goshenit, a žutozeleni heliodor (ima primjese željeza u kanalićima). Zlatni beril je žarkožute boje. Trapiche smaragdi su berili koji pokazuju sektorski rast kao rezultat uklapanja albita u berilu za vrijeme usporednog rasta.

### Smaragd
Smaragd (lat. smaragdus od grč. σμάραγδος [λίϑος]) je zeleno obojeni oblik minerala berila (Be3Al2(SiO3)6). Svoju smaragdnozelenu boju dobio je od primjesa kromova oksida. Lijepi i čisti smaragdi ubrajaju se u najskupocjenije drago kamenje i bruse se u različitim oblicima za nakit. Smaragd dolazi u pegmatitima granita. Glavna su nalazišta: Kolumbija, Brazil, Ural i zapadna Australija. U starom vijeku najpoznatije ležište smaragda bilo je u drevnom Egiptu.

### Akvamarin
Akvamarin (lat. aqua: voda + marinus: morski) je zelenkasto i modro obojeni oblik minerala berila. Kristalizira kao i beril u heksagonskom kristalnom sustavu kemijskog sastava Be3Al2[Si6O18]. Akvamarin dobiva svoju plavu boju dodavanjem dvovalentnih i trovalentnih iona željeza (Fe2+ i Fe3+) na različitim položajima mreže. Međutim, kao alokromatski mineral (strane boje), linija akvamarina uvijek je bijela. Sjena nazvana po dragulju duboko je zelenoplava. Zbog visoke Mohsove tvrdoće od 7,5 do 8 i često dobro razvijenih bistrih kristala, akvamarin se uglavnom prerađuje u drago kamenje.

### Morganit
Morganit, poznat i kao "ružičasti beril", "purpurni beril", "ružičasti smaragd" i "cezijski beril", rijedak je svijetlo ružičasti do ružičasti dragulj minerala berila. Također se mogu naći narančasto/žute vrste morganita, a trake u boji su uobičajene. Može se rutinski toplinski obrađivati kako bi se uklonile mrlje žute boje, a povremeno se zrači radi poboljšanja boje. Ružičasta boja morganita pripisuje se ionima mangana Mn2+.

### Zlatni beril i heliodor
Zlatni beril može se kretati u bojama od blijedo žute do sjajno zlatne. Za razliku od smaragda, zlatni beril općenito ima vrlo malo mana. Izraz "zlatni beril" ponekad je sinonim za heliodor (od grčkog hēlios - ἥλιος: Sunce + dōron - δῶρον: dar), ali zlatni beril odnosi se na čisto žute ili zlatnožute nijanse, dok se heliodor odnosi na zelenkasto-žute nijanse. Zlatno žuta boja pripisuje se ionima Fe3+. I zlatni beril i heliodor koriste se kao dragulji ili drago kamenje. Vjerojatno najveći rezano zlatni beril je besprijekoran kamen od 2054 karata koji je izložen u dvorani Hall of Gems, Washington, D.C., Sjedinjene Države.

## Ležišta
Beril se većinom nalazi u granitnim pegmatitima, granitima i grajzenima, ali također ga ima i u tinjčevim škriljevcima na Uralu i često je u zajednici s kositrenim i volframskim rudama. Ima ga u Austriji, Njemačkoj i Irskoj. Također se pojavljuje i na Madagaskaru (pogotovo morganit). Najpoznatiji izvor smaragda na svijetu jesu Muso i Chivor, (Boyacá, Kolumbija), gdje se pojavljuju u vapnencima. Smaragda također ima u Transvaalu (JAR), Minas Geraisu (Brazil) te blizu Mursinke na Uralu. U SAD-u ga ima u Sjevernoj Karolini. Pegmatiti iz Nove Engleske proizveli su neke od najvećih kristala berila, uključujući i masivne kristale dimenzija 5,5 m x 1,2 m, teške skoro 18 tona! Ostale lokacije uključuju još Južnu Dakotu, Colorado, Utah, Idaho i Kaliforniju. Akvamarinska ležišta: Madagaskar, Uganda, Zimbabve, Egipat, Pakistan (druze), Afganistan, otok Elba u Italiji. Berila također ima na Moslavačkog gori te na Motajici (BiH)

## Uporaba
Osim za nakit i ukrase, berili se upotrebljavaju kao ruda berilija, metala koji se zbog svoje izuzetno male gustoće sve više rabi u proizvodnji slitina i u novim tehnologijama. Druidi su berile upotrebljavali kao medij za proricanje, a Škoti su ovaj mineral zvali kamenom moći. Najranije kristalne kugle bile su napavljene upravo od berila, a poslije je beril zamijenjen prozirnim kvarcom.

## Slike
- Brušeni goshenit, 1,88 karata, Brazil
- Izbrušeni biksbit ili crveni smaragd, 0,56 karata, Utah, SAD
- Heliodor iz Tadžikistana
- Izbrušeni akvamarin (12 karata)
- Brušeni smaragd
- Brazilski akvamarini, dijamanti i bijelo zlato
- Brušeni morganit, 2,01 karat, Brazil
- Brušeni zlatni beril, 48,75 karata, Brazil

## Vanjske poveznice
- Pmf.unsa.ba - Beril[neaktivna poveznica]
- Pmf.unsa.ba - model[neaktivna poveznica]